# Tim Matavž
Tim Matavž (ur. 13 stycznia 1989 w Šempeterze pri Gorici) – słoweński piłkarz grający na pozycji napastnika w Vitesse i w reprezentacji Słowenii.

## Kariera
Matavž rozpoczynał swą piłkarską karierę w wieku zaledwie 6 lat, w klubie NK Bilje. W 2004 roku dołączył do ND Gorica. W sezonie 2006/2007 grał w Goricy jako napastnik i zdobył 11 bramek w lidze słoweńskiej. Zdobył również gola w meczu pierwszej rundy kwalifikacji Pucharu UEFA z Rabotniczkim Skopje. Jego zespół przegrał 2:1. Latem 2007 roku zainteresowali się nim działacze z mocniejszej ligi, jaką jest Eredivisie. W ten sposób 30 sierpnia trafił do FC Groningen. 18-letni wówczas piłkarz podpisał 5-letni kontrakt na Euroborg. Zanim jednak trafił do Holandii, łączony był z włoską Fiorentiną, jednak negocjacje wygrało Groningen.
26 września 2007 roku zdobył cztery bramki w pucharze Holandii, zwanych KNVB Beker. W 2008 roku natomiast został wypożyczony do drugoligowego klubu FC Emmen, ale bardzo szybko powrócił do swojego macierzystego klubu z powodu kłopotów zdrowotnych. 13 marca 2009 zdobył pierwszą bramkę w Eredivisie w konfrontacji z Rodą JC.
30 sierpnia 2011 roku podpisał 5-letni kontrakt z PSV Eindhoven. W Holenderskim klubie występował przez trzy lata. Latem 2014 roku przeszedł do FC Augsburg za 4 miliony euro. W 2016 wypożyczono go najpierw do Genoi, a następnie do 1. FC Nürnberg.
W reprezentacji Słowenii zagrał w sumie 38 razy zdobywając 11 bramek, w tym jedną w meczu z Polską, przegranym przez Słoweńców 2:3.